# Terina Te Tamaki
Pour les articles homonymes, voir Tamaki (homonymie).
Pas d'image ? Cliquez ici

a Compétitions nationales et continentales officielles uniquement.

b Matchs officiels uniquement.
Dernière mise à jour le 15 avril 2024.
Terina Te Tamaki, née le 1er mai 1997 à Hamilton (Nouvelle-Zélande), est une joueuse néo-zélandaise de rugby à XV et internationale néo-zélandaise de rugby à sept.
Elle a remporté avec l'équipe de Nouvelle-Zélande à sept la médaille d'argent du tournoi féminin des Jeux olympiques d'été de 2016 à Rio de Janeiro.